# Gilda Russomano
Gilda Maciel Corrêa Meyer Russomano (Rio de Janeiro, 18 de setembro de 1923 - Pelotas, 18 de agosto de 2007), foi a primeira mulher, no Brasil, a dirigir uma faculdade de Direito federal e também a primeira gaúcha a ocupar a tribuna da ONU.

## Biografia
Gilda era filha de Dolores Maciel Corrêa Meyer e João Gaspar Corrêa Meyer. Chegou ao Estado do Rio Grande do Sul ainda bebê, por motivo de doença familiar, onde acabou ficando por insistentes pedidos de sua avó materna, Leonídia Moreira Maciel, que a criou, no que foi ajudada pela tia, Carmen Maciel Braga, depois desta enviuvar. Casou-se em Pelotas, com Mozart Victor Russomano, no dia 9 de maio de 1946, com quem teve os seguintes filhos: Carmen Dolores Corrêa Meyer Russomano (30/4/1947); Mônica Beatriz Corrêa Meyer Russomano (10/6/1950); Leonídia Correa Meyer Russomano (12/5/1954) e Victor Russomano Júnior (19/6/1958). 
Foi Aluna Laureada da Faculdade de Direito de Pelotas, pertencente, à época, à Universidade Federal do Rio Grande do Sul (UFRGS), onde se formou no ano de 1951; sendo depois, sucessivamente, Professora Titular da Faculdade Católica de Filosofia de Pelotas, de 1953 a 1965; Professora Assistente (1953) e Livre Docente (desde 1956) de Direito Internacional Privado da Faculdade de Direito de Pelotas; Catedrática de Direito Internacional Público, por Concurso Público de 1962, da Faculdade de Direito de Pelotas; Professora Titular de Direito Internacional Privado da Faculdade de Direito de Pelotas, a partir de 1967; Diretora do Instituto de Sociologia e Política, também da Faculdade de Direito de Pelotas, de 1965 a 1969; Diretora da mesma Faculdade de Direito de Pelotas, de 1969 a 1973, cargo que ocupou como a primeira mulher a dirigir uma Faculdade de Direito federal brasileira; Professora Titular Visitante da Universidade de Brasília, de 1974 a 1988, e Professora Titular do Instituto Rio Branco, do Ministério das Relações Exteriores do Brasil.
Foi também Vice-Presidente do Instituto dos Advogados do RS, de 1972 a 1973, e integrante de seu Conselho Superior desde 1974. De suas várias atividades internacionais, destacam-se ter sido Assessora Especial da Delegação brasileira, que participou da Conferência da ONU, em Nova Iorque, no ano de 1968, ocasião em que se tornou a primeira gaúcha a ocupar esta tribuna; e Membro (1983-1992) e a única Presidente mulher da Comissão Interamericana de Direitos Humanos da OEA, em seus 30 anos de existência.
Entre 1962 e 1963, esteve contratada pela Agência Internacional de Energia Atômica da ONU, com sede em Viena, Áustria, como Representante da América Latina, em comitê de juristas, criado para a discussão do lançamento de resíduos radioativos nos mares; e, em 1965, foi contratada pela OEA para estudar as consequências trabalhistas e previdenciárias da integração econômica regional. Nacionalmente, alertou o Governo sobre a necessidade de expansão do mar territorial brasileiro, de modo a acompanhar as pretensões de outros países, e consequentemente o mesmo passou a ser de 200 milhas marítimas, pelo Decreto-Lei nº 1.098, de 25 de março de 1970 - que, entretanto, foi reduzido depois para 12 milhas marítimas, pela Lei nº 8.617, de 4 de janeiro de 1993, que acatou o limite preconizado pela Convenção das Nações Unidas sobre o Direito do Mar/CNUDM. Regionalmente, sugeriu a criação do Super Porto da cidade de Rio Grande, contra a ideia de se criar lá uma Zona Franca.
Foi autora do Anteprojeto do Protocolo Adicional ao Tratado de Itaipu quanto a relações trabalhistas e escreveu várias obras, sobretudo de Direito Internacional, mas também de Direitos Humanos e de Integração Econômica e Direito Social, além de capítulos de livros coletivos, publicados no Brasil e no exterior. Produziu inúmeros verbetes para a Enciclopédia Saraiva de Direito. Foi uma grande conferencista e atuou como tal em uma infinidade de universidades nacionais e estrangeiras.
Entre seus muitos títulos universitários, destacam-se o de Doutora em Direito Internacional Privado e em Direito Internacional Público, da Faculdade Federal de Direito de Pelotas, de 1962; o de Professora Honoris Causa, da Universidade Pedro Henrique Ureña, de Santo Domingo, República Dominicana, de 1989; e o de Doutora Honoris Causa, da Universidade Católica de Pelotas (UCPel), de 1997.
Recebeu os títulos honoríficos de Cidadã Honorária de Pelotas, de Gaúcha Honorária e de Membro Honorário da Academia Brasileira de Letras Jurídicas, do Rio de Janeiro. Foi Comendadora da Ordem do Rio Branco, do Ministério das Relações Exteriores do Brasil; Comendadora da Ordem do Mérito Judiciário do Trabalho, do Tribunal Superior do Trabalho/TST, de Brasília; Grã-Oficial da Ordem de Cristóbal Colón, do Governo da República Dominicana; Grande Oficial da Ordem do Ponche Verde, do Governo do Rio Grande do Sul; e recebeu o Grande Colar do Instituto Luso-Hispano-Americano de Direito Internacional, de Madri, Espanha, de que era Membro; do Instituto de Coimbra, Portugal; da União das Comunidades de Cultura Portuguesa; da Sociedade de Geografia de Lisboa, Portugal; e da Universidade Federal de Pelotas (UFPel). Muito católica, orgulhava-se especialmente de ter recebido a Medalha Pro Ecclesia et Pontifice, do Papa João XXIII, e de ser Ministra Extraordinária da Comunhão. Recebeu ainda as seguintes Medalhas: Clóvis Bevilacqua e Rui Barbosa, ambas do Ministério da Educação do Brasil; Sílvio Romero, do Governo do Rio de Janeiro; e a Medalha de Ouro do Colégio dos Advogados da Liberdade, do Peru. Recebeu também a Medalha Mérito Tamandaré post mortem.

## Resenha de algumas publicações
- Gilda Maciel Corrêa Meyer Russomano (1960). Aspectos da Extradição no Direito Internacional Público. [S.l.]: José Konfino. p. 107-9-1. 136 páginas[3]
- Gilda Maciel Corrêa Meyer Russomano (1956). O Objeto do Direito Internacional Privado. [S.l.]: Jose Konfino[3]
- Gilda Maciel Corrêa Meyer Russomano. Direitos Humanos. [S.l.]: JURUA (JURIDICOS). ISBN 9788573948271[3]
- Gilda Maciel Corrêa Meyer Russomano (1965). Estudos de Direito Internacional. [S.l.]: Jose Konfino. p. 106-3-6. 301 páginas[3]
- Gilda Maciel Corrêa Meyer Russomano. Direito Internacional Público vol. I. [S.l.]: Forense. p. 114-4-4. 377 páginas[3]
- Gilda Maciel Corrêa Meyer Russomano (1981). A Extradição no Direito Inter. e no Dir. Brasileiro. [S.l.]: Revista dos Tribunais. 277 páginas[3]